# Młociny
Młociny (nome ufficiale: A23 Młociny) è una stazione della linea M1 della metropolitana di Varsavia. È stata inaugurata nel 2008.